# Dimbach (Oostenrijk)
Dimbach is een gemeente in de Oostenrijkse deelstaat Opper-Oostenrijk, gelegen in het district Perg (PE). De gemeente heeft ongeveer 1100 inwoners.

## Geografie
Dimbach heeft een oppervlakte van 31 km². De gemeente ligt in het noorden van Oostenrijk, in het oosten van de deelstaat Opper-Oostenrijk. Dimbach ligt ten oosten van de stad Linz.
Allerheiligen im Mühlkreis · Arbing · Bad Kreuzen · Baumgartenberg · Dimbach · Grein · Katsdorf · Klam · Langenstein · Luftenberg an der Donau · Mauthausen · Mitterkirchen im Machland · Münzbach · Naarn im Machlande · Pabneukirchen · Perg · Rechberg · Ried in der Riedmark · Saxen · Schwertberg · Sankt Georgen am Walde · Sankt Georgen an der Gusen · Sankt Nikola an der Donau · Sankt Thomas am Blasenstein · Waldhausen im Strudengau · Windhaag bei Perg